# Tarakańce (rejon wileński)
Tarakańce (lit. Tarakonys) – wieś na Litwie, w okręgu wileńskim, w rejonie wileńskim, w gminie Sużany, nad jeziorem Oświe. Częściowo na terenie Oświeskiego Parku Regionalnego.

## Historia
W XIX i w początkach XX w. położone były w Rosji, w guberni wileńskiej, w powiecie wileńskim. W 1892 miejscowość liczyła 99 mieszkańców, zamieszkałych w 11 budynkach, wyłącznie katolików. Po I wojnie światowej pod administracją polską, w Zarządzie Cywilnym Ziem Wschodnich. W latach 1920–1922 w składzie Litwy Środkowej.
Od 11 kwietnia 1922 leżały w Polsce, w województwie wileńskim, w powiecie wileńsko-trockim, w gminie Niemenczyn. W 1931 miejscowość liczyła 170 mieszkańców, zamieszkałych w 27 budynkach.
Po II wojnie światowej w granicach Związku Sowieckiego. Od 1991 na niepodległej Litwie.